# Echinotriton chinhaiensis
Echinotriton chinhaiensis е вид земноводно от семейство Саламандрови (Salamandridae). Видът е критично застрашен от изчезване.

## Разпространение
Разпространен е в Китай.